# گرد تپه ارو
گرد تپه ارو مربوط به دوران‌های تاریخی پس از اسلام است و در شهرستان فیروزکوه، روستای ارو واقع شده و این اثر در تاریخ ۲۵ اردیبهشت ۱۳۸۰ با شمارهٔ ثبت ۳۸۳۷ به‌عنوان یکی از آثار ملی ایران به ثبت رسیده است.